# Rijksbeschermd gezicht Heenvliet
Gezicht Heenvliet is een van rijkswege beschermd dorpsgezicht in Heenvliet in de Nederlandse provincie Zuid-Holland. De procedure voor aanwijzing werd gestart op 7 augustus 1962. Het gebied werd op 19 mei 1965 definitief aangewezen. Het beschermd gezicht beslaat een oppervlakte van 9,8 hectare.
Panden die binnen een beschermd gezicht vallen krijgen niet automatisch de status van beschermd monument. Wel zal de gemeente het bestemmingsplan aanpassen om nieuwe ontwikkelingen in het gebied te reguleren. De gezichtsbescherming richt zich op de stedenbouwkundige en cultuurhistorische waardering van een gebied en wil het toekomstig functioneren daarvan veiligstellen.
Binnen het beschermde gebied ligt onder andere Kasteel Ravesteyn.